# Penumbra (película)
Penumbra es una película coproducción argentina-mexicana de horror que se estrenó el 9 de febrero de 2012, dirigida por Adrián García Bogliano y Ramiro García Bogliano sobre su propio guion y protagonizada por la actriz española Cristina Brondo.

## Sinopsis
Marga (Cristina Brondo) es una mujer de negocios española que, de paso por Argentina, acude a mostrar un departamento en alquiler a unos potenciales arrendadores. No tardará en darse cuenta de que sus "clientes" no son lo que parecen y que tienen macabros planes para ella y su departamento, los cuales involucran a un eclipse solar que está aconteciendo.

## Elenco
- Cristina Brondo como Marga.
- Camila Bordonaba como Victoria.
- Berta Muñiz o Sebastián Muñiz como Jorge Kepler.
- Arnaldo André como Salva.
- Mirella Pascual como Encarnación.
- Victoria Witemburg como Ángela.
- Diego Cremonesi como Alberto.
- Gustavo Garzón como oficial.
- Hernan Penner como Emilio.
- Sebastián de Caro como fotógrafo.
- María Nela Sinisterra como Aurelia.

## Premios
- Festival "A Night of Horror" 2012 - Mejor Película Extranjera[1]

## Críticas
En la crítica de Ámbito Financiero se cuenta que en un día raro en el que se espera un eclipse solar, una abogada española que ya de por sí está bastante loca, alquila su viejo departamento a unas personas que le pagarán el triple de lo que vale. Si bien es obvio que el asunto se va a poner feo ―la abogada también es una auténtica malvada, así que algún castigo se merece― el espectador por un buen rato no sabe por dónde viene el problema terrorífico y el esotérico enigma se mantendrá incluso en el mismísimo final cuando ya han rodado cabezas a lo grande. El filme podría ser un thriller, un film de terror sobrenatural o una comedia negra, principalmente esto último; la historia está contada con la ironía y el delirio propios del viejo cine inglés o del Polanski de «Cul de Sac», sus directores persiguen con sus guiños y estilo conseguir atraer al público masivo, algo que perfectamente podrían lograr con este sólido producto. Un par de actos iniciales un poco lentos y convencionales pueden desesperar un poco al público por falta de acción terrorífica, pero luego todo va explotando debidamente. 
Respecto de las actuaciones la crónica expresa: "Cristina Brando como la implacable y despiadada abogada es la actriz que se enfrenta con eficacia al desafío de bancarse todos los climas del guion, y Sebastián Berta Muñiz es el lunático agente inmobiliario que debe mantener la ambigüedad inicial y acentuar el sadismo del final, y realmentee logra componer a un villano memorable. Aunque el que se roba las pocas escenas en las que aparece indudablemente es un antológico Arnaldo André, cuyo personaje de gurú refinado y enigmático merece aparecer en alguna secuela de esta película que abre todo un panorama para el cine de género en la Argentina."

Por su parte el crítico de La Capital dice del filme: "trama poco creíble… El suspenso no llega nunca, el terror mucho menos, la película se hace tediosa, las actuaciones son pésimas y técnicamente es ampliamente inferior a cualquier ficción televisiva. “Penumbra” queda a mitad de camino de todos los géneros y se ampara en las primeras movidas del cine de terror argento. Adelante el terror, pero que sea del bueno.